# Linha de sucessão ao trono do México

O brasão de armas da monarquia no méxico.

A partir da deposição de Maximiliano I, a linha de sucessão ao trono do México foi seguido por adotivos, filhos de Maximiliano.
Atualmente, o pretendente ao trono imperial do México é Maximilian von Götzen-Itúrbide, nascido em 1944, que reivindica o trono com a morte de sua avó Maria Josepha de Sophia de Iturbide, filha de Salvador de Iturbide y de Marzán, o filho adotivo de Maximiliano I.

## A linha de sucessão
A linha de sucessão ao Maximilian von Götzen-Itúrbide é atualmente:
1. Dom Ferdinand Leopold Maximiliano Gustav Salvatore von Götzen-Itúrbide, nascido em 1992.
2. Dona Emanuela Charlotte Maria Helena von Götzen-Itúrbide, que nasceu em 1998.
3. Dona Emanuela von Götzen-Itúrbide, nascida em 1945.
4. Nicholas MacAulay, nascido em 1970.
5. Edward MacAulay nasceu em 1973.
6. Augustin MacAulay, nascido em 1977.
7. Patrick MacAulay, nascido em 1979.
8. Philip MacAulay, nascido em 1981.
9. Camilla MacAulay, nascida em 1972.
10. Gizella MacAulay, nascida em 1985.